# 反對逃犯條例修訂草案運動過程 (2021年4月)
| 2019年          | 尚未開始 | 尚未開始 | 3月至6月 | 3月至6月 | 3月至6月 | 3月至6月 | 7月 | 8月 | 9月    | 10月   | 11月   | 12月 |
| 2020年          | 1月      | 2月至4月 | 2月至4月 | 2月至4月 | 5月      | 6月      | 7月 | 8月 | 9月    | 10月   | 11月   | 12月 |
| 2021年          | 1月      | 2月      | 3月      | 4月      | 5月      | 6月      | 7月 | 8月 | 9-11月 | 9-11月 | 9-11月 | 12月 |
| 2022年1月或以後 |          |          |          |          |          |          |     |     |        |        |        |      |

反對《逃犯條例》修訂草案運動在2021年4月持續。行政長官林鄭月娥表示選舉制度改革後，仍然有很多制度需要改變，例如教育、傳媒和公務員培訓與管理等。而政府更計劃修例規管，禁止鼓吹冷待或杯葛選舉的行為，以應對民主派陣營的抗議和市民對「不公平」選舉不滿。到4月中，政府官員更表示會依照國安法第9條，採取必要措施，加強監督和管理媒體和網絡等對國家安全事宜的處理，指控有傳媒嘗試用假新聞危害香港安全。中共黨媒《大公報》和《文匯報》亦先後刊文追擊，要求依法取締《蘋果日報》，建制派人士亦支持立法規管「假新聞」。

## 1日

### 8.18「流水集會」 7泛民組織集結罪成

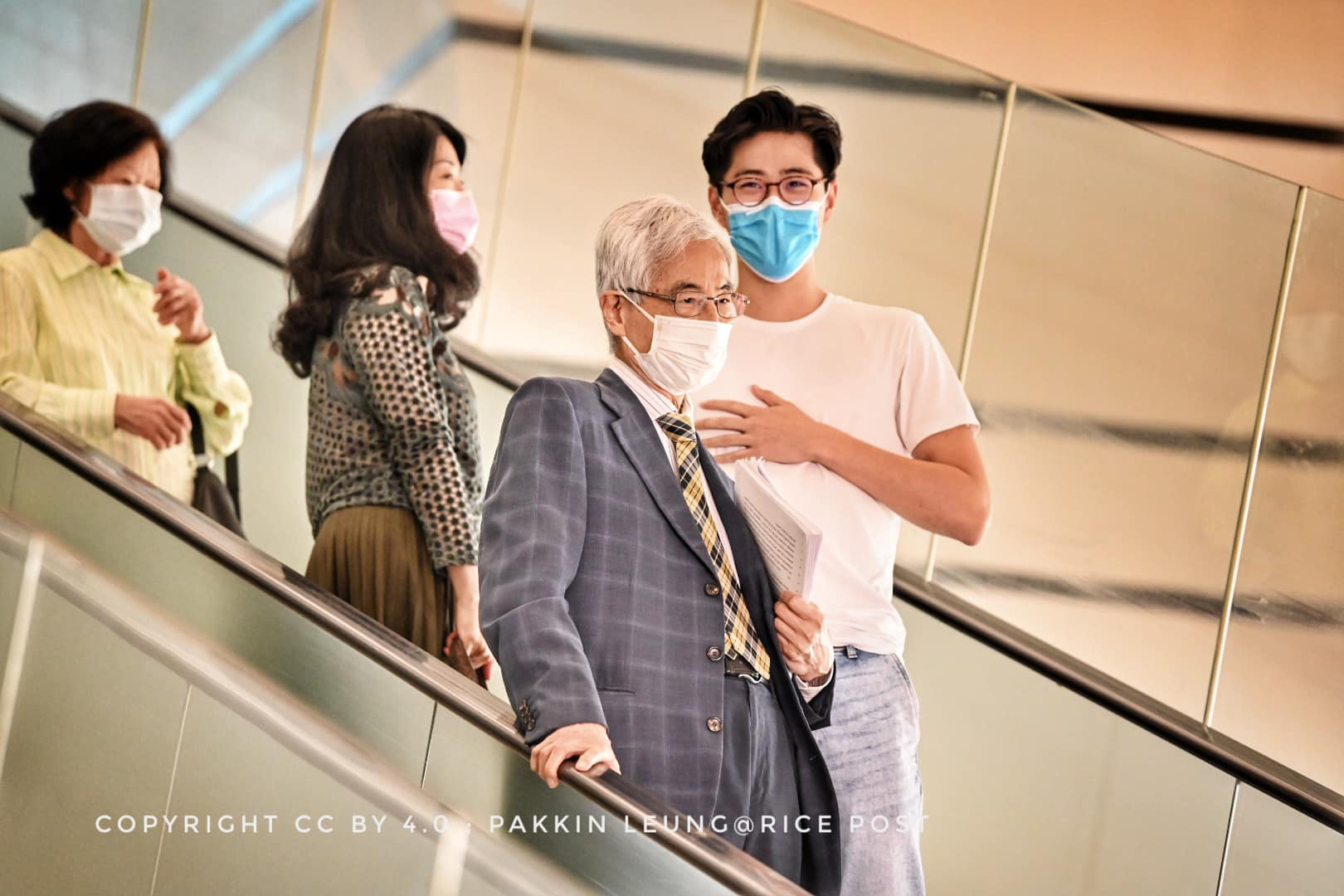
李柱銘獲准保釋後離開法院

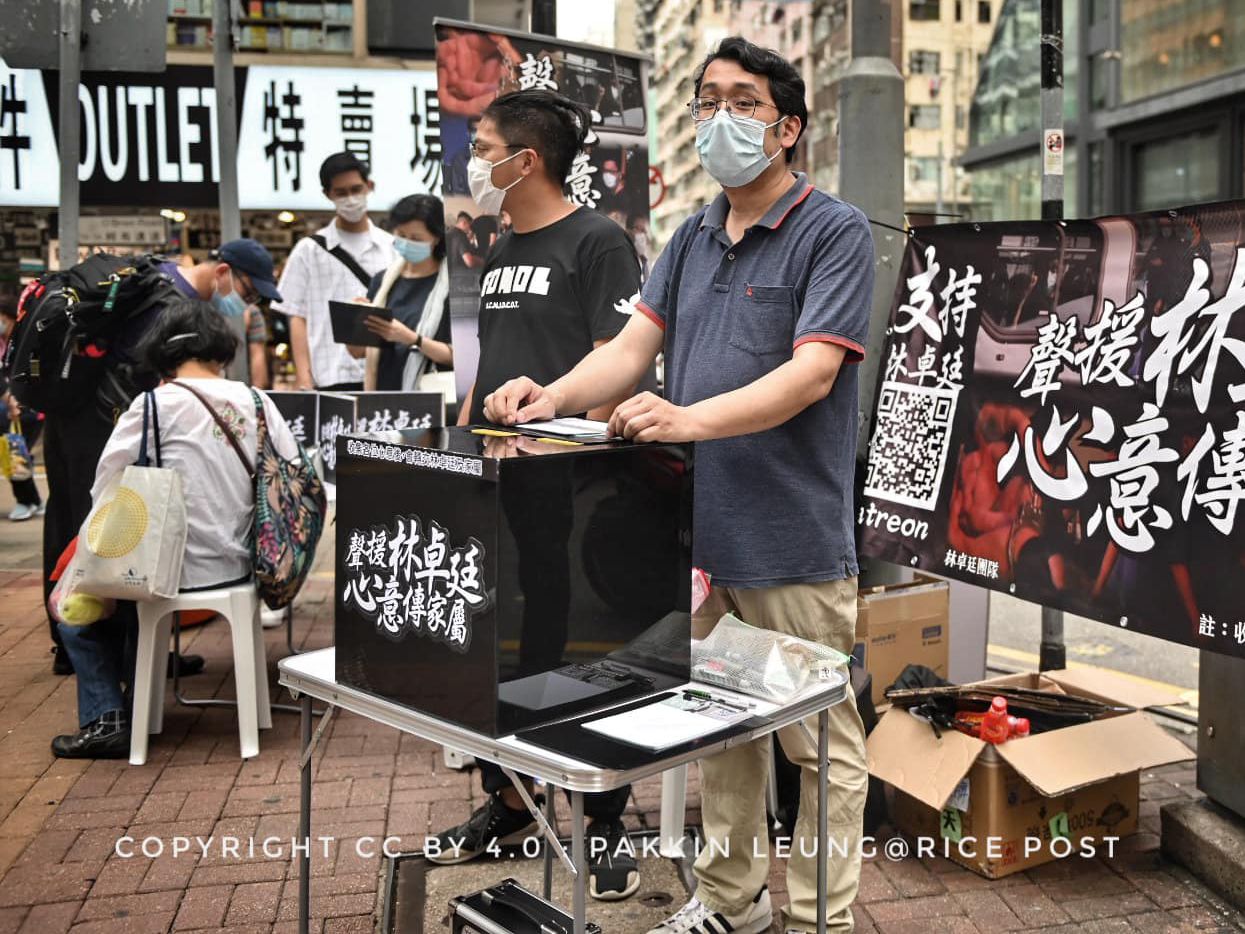
下午，林卓廷團隊在灣仔站外開設街站，呼籲市民支持正在拘留的林卓廷

涉及多名民主派人士，在前年8月18日舉行的維園流水式集會案，於早上10時半裁決。其中梁耀忠和區諾軒開審前已認罪。經審訊後，黎智英、李卓人、吳靄儀、梁國雄、何秀蘭、何俊仁、李柱銘，在區域法院被裁定組織和參與未經批准集結兩罪罪成。區域法院法官胡雅文認為當日「流水式」集會是以疏散群眾為名而舉辦的遊行，其言論看起來是「集會號召」。特別是梁國雄叫喊「be water」。法官同時指出即使沒有給予指示或發言，或沒完全參與整個遊行，亦可視為組織者。而各被告為有影響力的泛民主派人士，當中更包括資歷深厚、對《公安條例》非常熟悉的律師。認為如果遊行沒有他們帶領，「此遊行不太可能成形」
黎智英、梁國雄及區諾軒因涉民主派初選違反《港區國安法》需要還押，其餘6人獲准繼續保釋。美國白宮發言人回應裁決，指當日有170萬香港人參與和平示威，爭取自主及中國承諾給予的自由。認為事件再次顯示北京蠶食香港的自由和及未有履行中英聯合聲明所作出的承諾。而美國國務院批評裁決說是北京要打壓所有形式的和平集會。聯合國秘書長古特雷斯的發言人指民眾應有和平集會的權利，21世紀亦不應再有良心犯。

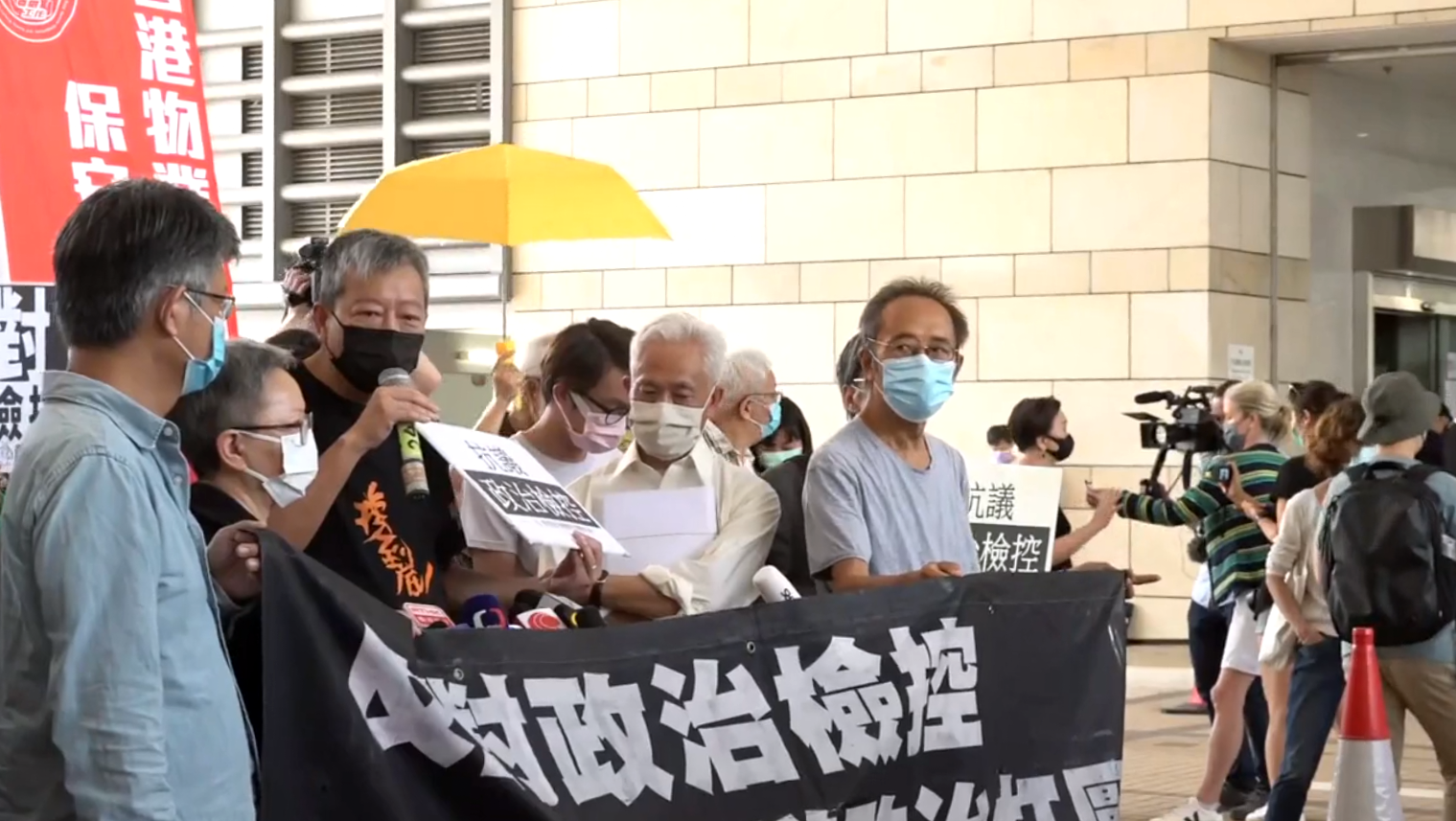
民主派團體在上庭前聲援
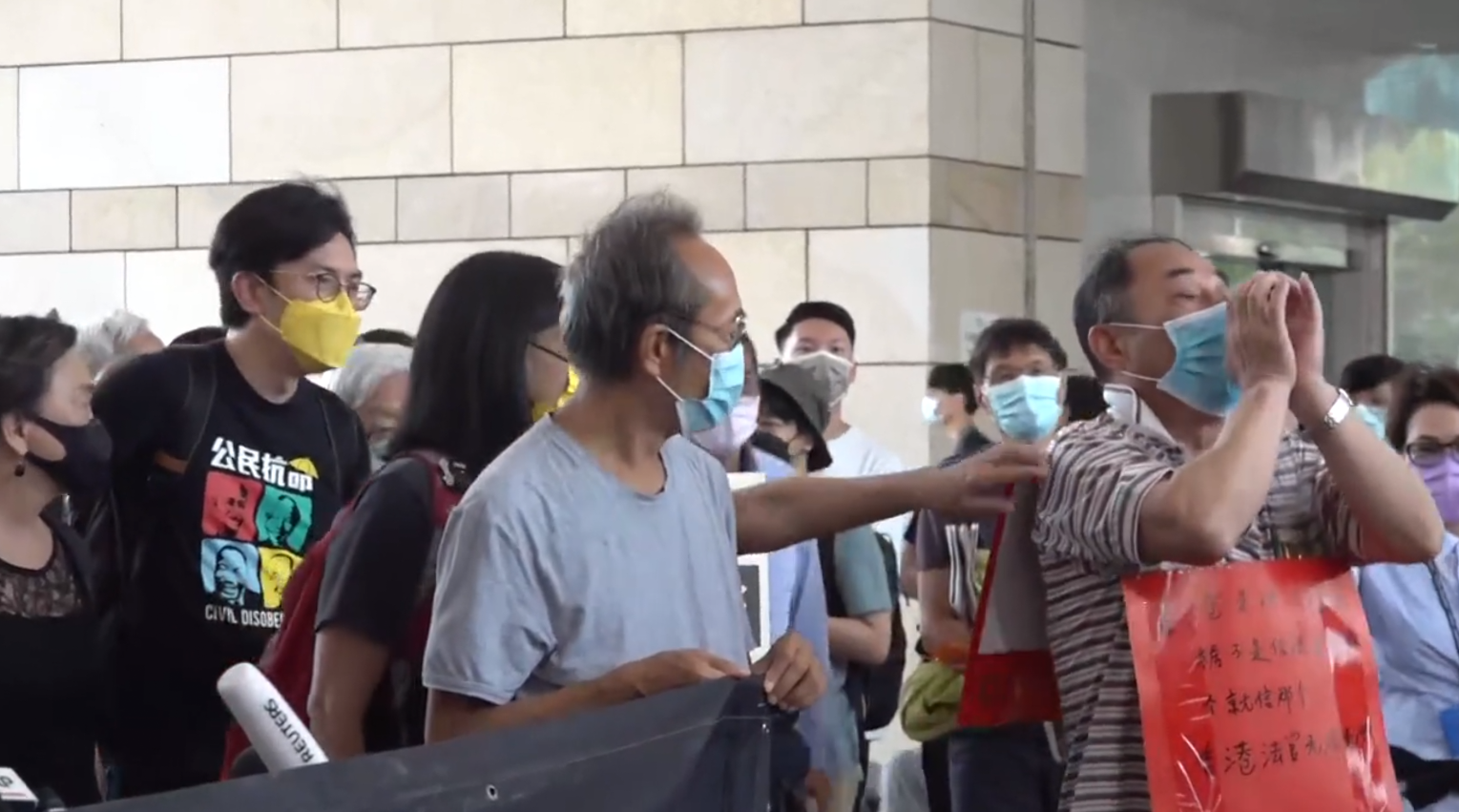
聲援記者會進行期間，有親中人士不滿，突然衝上前叫罵
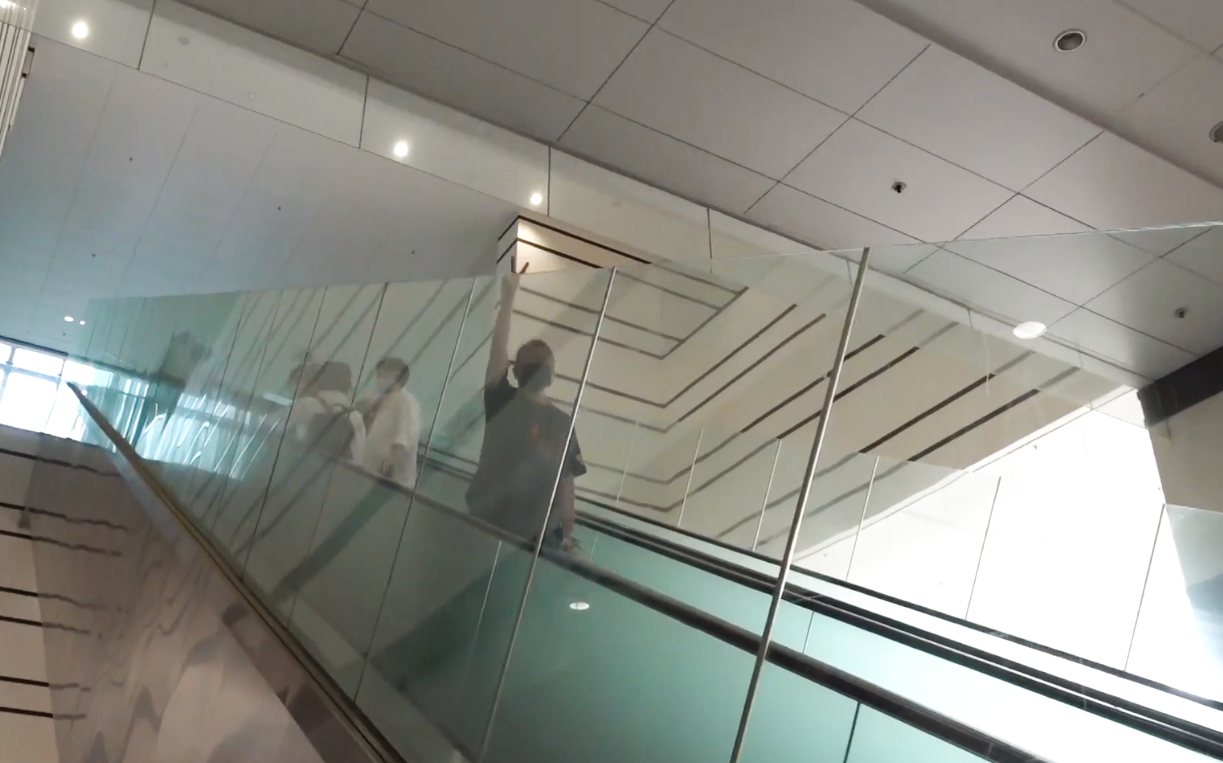
李卓人乘扶手電梯往法庭，向記者舉起V字手勢
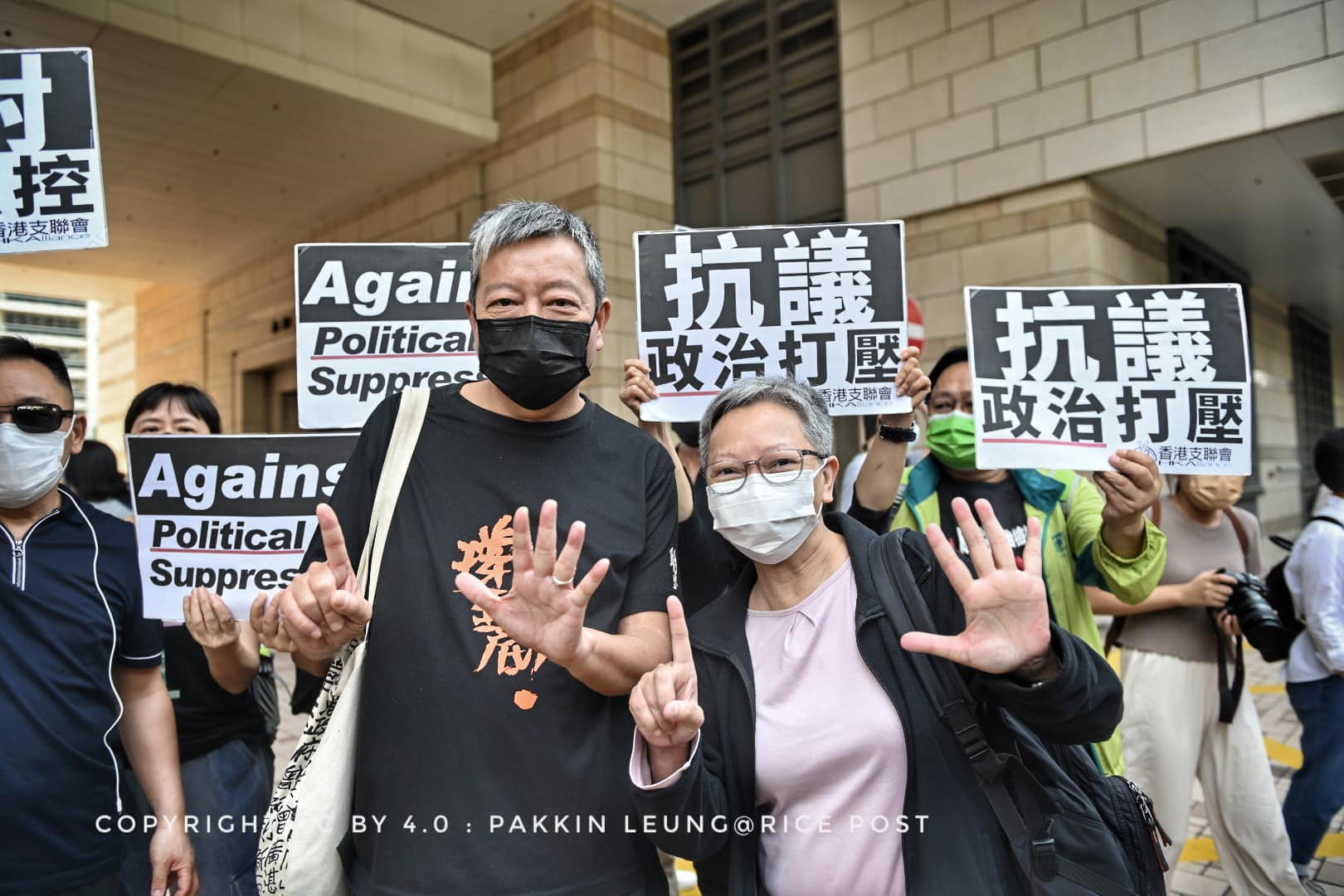
李卓人和何秀蘭舉起五一手勢

### 副警務處長郭蔭庶：港人勿測試國安法「紅線」
警務處副處長郭蔭庶接受美國《彭博》專訪，他沒有正面回應什麼行為違反國安法，但指出香港人應思考如何為社會和諧、和平與安全作出貢獻，而不是「以身試法」查探《港區國安法》的「紅線」，表明「很簡單，不要以身試法」。他指出國安法實施後，警方拘捕多人是有必要，因為香港目前面臨國家安全的威脅。他也稱美國意圖「壓制中國發展」。

## 2日

### 美領事：新制度「巨大倒退」不會得出有意義民主結果 外交部駐港公署:抹黑
美國駐港澳總領事史墨客在《明報》等傳媒撰文，指國安法為香港帶來恐懼及壓迫，指出香港新選舉制度被操控是巨大的倒退，不能發揮有意義的作用。美國會考慮所有手段回應。史墨客又對多名民主派人士被判前年組織及參與未經批准集結罪成，感到極大憂慮。外交部駐港公署強烈譴責史墨客極力為反中亂港分子打氣，並以所謂制裁來威脅，公然污蔑完善香港特區選舉制度和制定實施《港區國安法》。公署認為新選舉制度有利確保香港社會均衡有序的政治參與。同時指法院對《壹傳媒》創辦人黎智英等人依法審判，不容任何外部勢力說三道四，批評美方藉香港問題阻撓中國發展，香港同胞在內的中國人民不吃這一套。

### 立會功能界別醫學界將與衞生服務界合併 醫學會憂醫生日後難發聲
立法會選舉制度經修改後，立法會功能界別醫學界及衞生服務界合併為「醫療衞生界」。而選舉委員會中，醫學界與衞生服務界亦合併，變成醫學及衞生服務界，令議席減半至共30席，其中15席由界別團體負責人擔任；剩下15席由團體票選出。醫學界立法會議員陳沛然預料將來會由衞生服務界取得議席，醫學會會長蔡堅擔心日後難以透過立法會反映醫生意見。

## 3日

### 曾國衞：考慮新增法例處理白票
政制及內地事務局長曾國衞回應社會有人鼓吹冷待或杯葛選舉，他認為需要修例規管投「白票」的行為，確保選舉公開公正誠實。基本法委員會委員陳弘毅認為，選民不去投票，以及投廢票是他們的自由，無須透過法例規管。中大政治與行政學系高級講師蔡子強指，投白票意義是因為選民對現况不滿，他也沒有聽過世界上有地方是不容許投白票，也看不到鼓吹投白票如何傷害國家安全。他認為在新選舉制度下，政府已經奪市民的選舉，如果連白票也不能承受，反映政權極為虛弱。

### 復活節假期 機場內有大批港人出發到英國
復活節假期，《蘋果日報》到香港國際機場視察，發現人流冷清的離境大堂內，只有往英國航班的登記櫃位較為多人。有準備移民到英國的港人家長表示在香港政治環境每況愈下，在《國安法》和選舉改制的環境下，加上保安局早前提出修訂《入境條例》，由8月1日起賦予香港政府權利阻止港人出境。為了子女的將來着想，到異鄉開展新生活。也有留學生認為英國疫情放緩下，準備回當地校園上課。

### 日本電信公司KDDI考慮把資料搬離香港
日本媒體報道，當地三大電信龍頭之一的KDDI (即流動電話服務品牌au)，表示因應中國2017年實施國家情報法，以及現時香港實施《國安法》，公司正在考慮把有關資料從香港轉回日本國內保管。目前公司在香港的伺服器儲存了日本國內的手機使用者的資料，包括電話號碼及通信使用量。

## 4日

### 范徐麗泰不認為選舉制度改動矯枉過正 立會普選或以此作藍本
全國人大前常委范徐麗泰稱，不認為今次本港選舉制度的改動是矯枉過正；又相信日後立法會普選可能會以今次為藍本。
當局完善本港選舉制度後，參選立法會議員要經過多重關卡，包括四成多議席由選委會選出，亦要取得每個界別若干提名。
全國人大前常委范徐麗泰在無線電視時事節目《講清講楚》指，因應立法會近年亂象，整體改動大致有必要，不是矯枉過正。對於有人分析變動後的立法會等同回歸初期的臨立會、民主派議員比例少，范徐麗泰認為仍然有方法制衡政府等。
全國人大前常委范徐麗泰稱︰「(每界別)300人內都找不到兩個人支持你，即是你應否選舉都成問題，對嗎？如果議員不處理、特區政府又不理你，我們香港還有第四權力、我們傳媒。香港傳媒很厲害，只要是事實，傳媒報出來，大家都知道，自然壓力會在議員及政府身上。」
被問到是否只要是愛國者就可獲提名，范徐麗泰認為，其行為要包括不損害香港繁榮穩定。
范徐麗泰說：「如果現在有一些去過美國，跟美國政要很興奮、很開心拍照的人，我想他們不用想，因為他們邀請外國干預、絕不是愛國者。如果你無好理由，而在立法會搗亂、惡意拉布，這就是損害。」
被問及例如修訂逃犯條例，他們覺得聲稱有不少人遊行，這個是否好理由，她回應︰「不能以此例子決定，涉及的是在立法會不選主席，想盡辦法造成肢體接觸。去到肢體接觸，我就不接受。」
中央稱完善選舉制度後更快達到普選，但是否意味日後的普選要以今次的制度為藍本？
范徐麗泰表示︰「立法會議員可能提名方面有特別做法，但去到選票時，普選都是每位有票就投得。如果回望歷史，中央對香港是非常之寛容，很多很多次，我們就是超出紅線，所以在這個時候我們應該做的就是自己知道做錯了，以後就不要再這樣做，而不是拿著完善選舉制度再逐字看看有無漏洞，找到又如何？都不會令到香港繁榮。」

### 張建宗稱完善選舉制度屬進步 非有人抹黑所稱「民主倒退」
政務司司長張建宗稱，完善選舉制度是民主進步，而非有人抹黑稱的「民主倒退」。
政府正就完善本港選舉制度準備本地立法工作。政務司司長張建宗在網誌稱，守護政治穩定、政權安全至關重要，又舉例指選委會新增基層界別、加入更多地區組織代表等，涵蓋更多階層代表，形容整個制度的完善是香港民主的進步，並非別有用心者大肆歪曲抹黑說的「民主倒退」。當局會爭取本月中向立法會提交草案，目標下月底完成審議並三讀通過。
財政司司長陳茂波在網誌引述跟部分商界等人士會面的想法，期望完善選舉制度後提高政府治理效能，土地房屋等深層次問題早日得到有效處理。
他自己預料極端政治爭拗及攻擊會減少，能避免立法會過往對立空轉狀態，更多有識之士願意投身公職，服務香港。

### 任志剛指美國若將金融武器化對內地及本港帶來很多麻煩
行政會議成員、金管局前總裁任志剛稱，中美角力下，美國若將金融「武器化」，對內地與本港都帶來很多麻煩，但他相信這樣做的機會不大。
任志剛在商台節目中表示中美連番角力、互相出招「制裁」，美國暫時對港的制裁涉及個人層面，不削弱香港國際金融中心地位，除非擴大至機構或政府。他相信這樣做，又或者美國將金融「武器化」，機會都不大。因為美國作為全世界最大負債國，負債淨額是14萬億美元。最大債權國是中國，加上香港，是4萬億美金債權，最大負債國會否用金融武器去打一個最大債權國？這會受人質疑是否聰明做法。
任志剛稱假如制裁涉及不准本港用美元，港幣就要改跟其他貨幣掛勾，但強調不代表他支持脫勾。認為內地應該進一步推動人民幣國際化，減少對美元的依賴。本港股票第二市場都可同時採用人民幣作為交易單位。
他稱此舉亦有助減少港幣流入流出，有利本港保持貨幣穩定。

## 5日

### 12名疑犯內地刑滿移交本港 其中5人完成檢疫就刑事案提堂
在內地刑滿移交本港的其中五名港人，完成檢疫後各自就涉及的刑事案件在沙田裁判法院提堂。
五人包括黃偉然、郭子麟、張俊富、張銘裕及嚴文謙，由囚車押到沙田裁判法院。
黃偉然被控去年1月製造爆炸品，案件押後至下月3日再訊。郭子麟被控前年11月參與暴動等，押後至下月5日再訊，等待轉介至區域法院。
至於張俊富、張銘裕及嚴文謙被控前年12月串謀非法及惡意傷害警員，張俊富亦被控管有攻擊性武器或適合作非法用途的工具，押後至下月3日再訊。
五人沒有申請擔保，並放棄八天覆核權利，期間須繼續還柙。

## 6日

### 聶德權指完善選舉制度與港區國安法為組合拳 應一併解讀
公務員事務局局長聶德權稱，完善本港選舉制度要跟《港區國安法》一併解讀，兩者是組合拳，確保「一國兩制」可以行穩致遠。
公務員事務局局長聶德權說：「大家不要單單著眼於看選舉制度的細節，反而希望大家聚焦看整個大局。為何中央在國家層面，在憲制層面來建立這個制度保障。我在過去的工作中，和內地及中央的接觸都是多的，我可以很肯定地跟大家說，中央是誠心誠意希望『一國兩制』落實得成功。」
聶德權在社交網站稱，上周跟行政主任職系首長級公務員舉行相關解說會，強調公務員是行政機關的重要組成部分，任何社會制度的改動，需要他們齊心努力推動。他又引述會上有公務員稱，多到內地看看，絕對有助深入認識國家的發展。

## 7日

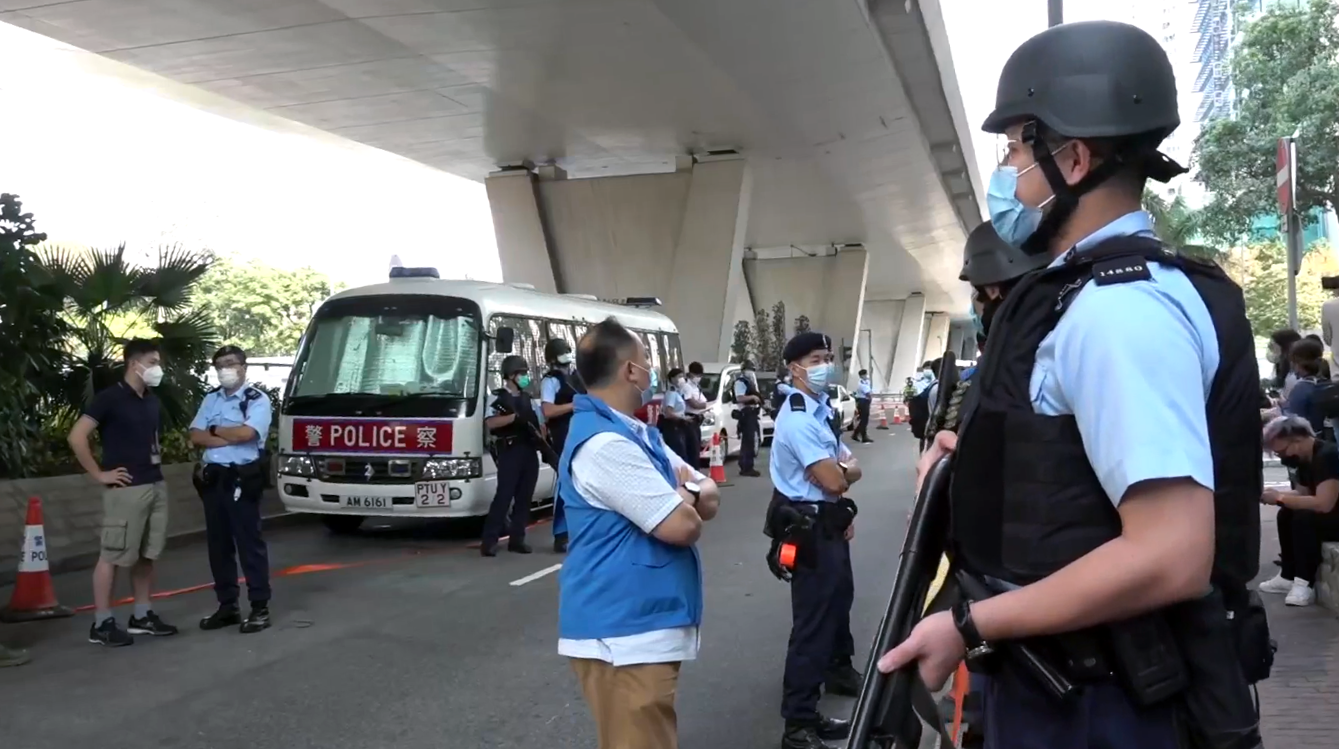
李宇軒首次出庭，西九龍裁判法院外警方高度戒備，多名警員荷槍實彈戒備

### 12港人之一 李宇軒首度到庭應訊
12港人事件中，「香港故事」成員李宇軒完成隔離檢疫後首次到庭應訊，案件在西九龍裁判法院進行。警方高度戒備，押解李的囚車需要由多輛警車及10多輛警方電單車開路押送，而在法院外亦有多名警員荷槍實彈戒備。而李宇軒在庭內多次望向公眾席和點頭，並表示明白控罪。案件中，由非家屬委托的大律師羅達雄代表。當記者追問是誰委託他們、有否到小欖精神病院與李見面等，他拒絕回應。而指示律師陳天立否認是「官派律師」，強調當事人不想透露任何事，但記者問及受誰人委託时说：「我都好難做、唔好逼我 、逼我都係咁。」

### 8.31港島遊行 李卓人楊森黎智英認罪
壹傳媒創辦人黎智英、職工盟秘書長李卓人及民主黨前主席楊森，被控在2019年8月31日參與在港島舉行的「為香港罪人祈禱大遊行」，指他們遊行逾1小時阻塞多條行車路，三人承認控罪。李卓人在認罪時說：「I plead guilty, but I've done no wrong. The history will absolve us.（我認罪，但我沒做錯，歷史會判我們無罪。）」而楊森讀出撰寫的求情信稱：「我認罪但不認錯，也不會求情，亦不作上訴」，同時引用政治哲學家约翰·罗尔斯的公平理論和约翰·斯图尔特·密尔的《論自由》等著作，指自己不惜以身試法、透過和平方式公民抗命抗議惡法，並願意接受法律刑責。
區域法官胡雅文聽取3人求情後，將案件押後至4月16日判刑，楊森和李卓人獲准保釋，其間楊森須交出旅行證件，而黎智英因案件而需要繼續還押。

### 元朗中槍14歲少年被判入教導所 並留下刑事紀錄
2019年10月4日，元朗有示威者抗議政府訂立《禁蒙面法》，期間有便衣警員表示有人企圖搶槍，開槍射中一名案發時14歲少年的左邊大腿，少年早前承認一項暴動罪。粉嶺裁判法院裁判官蘇文隆表示，指被告受群眾情緒影響，響應網上號召到現場，認為自覺受了槍傷亦是應得。裁判官指基於事件嚴重和被告受槍傷等因素下，判他入教導所，並留下刑事紀錄。而被控意圖造成身體嚴重傷害罪獲撤控。眾人得知結果時落淚。

### 羅冠聰獲得英國政治庇護 中國外交部：堅決反對
前立法會議員羅冠聰在Facebook發文，宣布自己在英國獲得政治庇護。英國外交大臣藍韜文4月8日在Twitter發文證實消息，稱「英國在為需要的人提供保護方面有着光榮的歷史」。而中华人民共和国外交部在4月8日就英國為羅冠聰提供庇護的消息發出警告，外交部發言人趙立堅在例行记者会上表示「反對任何國家、組織和個人以任何方式包庇違法犯罪分子」，形容英方如公然為「港獨」分子站台，為通緝犯提供所謂庇護，這是粗暴干涉香港司法，違背國際法和國際關係基本準則，也違背英方一向標榜的法治原則。英方應立即糾正錯誤，停止干涉香港事務和中國內政。

## 9日

### 唐英傑案控方引古代例子 法官拒納部分證供
《港區國安法》首宗案件，被告唐英傑被控煽動他人分裂國家罪及恐怖活動罪。控方邀請嶺南大學歷史系教授劉智鵬任專家證人撰寫報告，他形容被告駕駛插有「光時」旗幟電單車，猶如古時戰士插上戰旗，騎馬上戰場。高等法院開庭處理是否接納報告為證供。法官質疑國安法第20條已清楚列明分裂國家的3種行為，認為歷史分析對詮釋法律條文沒有幫助。最終只批准部分證供呈堂，古代歷史的部分則不予呈堂。
另外，唐英傑同日亦入稟高院提出司法覆核，挑戰案件不設陪審團的決定。

## 13日

### 黃之鋒、古思堯因「非法集結」獲刑
東區裁判法院開庭審理黃之鋒及古思堯2019年10月5日在銅鑼灣參與非法集結一案。法院判決兩人罪名成立，黃之鋒獲刑4個月，古思堯則被判5個月監禁。黃之鋒除非法集結罪名外，還被控“在未經批准集結中使用蒙面物品”。

### 「重光團隊」英國設大型廣告 推廣香港民族身分
香港人組織重光團隊 (Stand with Hong Kong, SWHK) 和多個港人相關機構，在倫敦3個地點的公路上發布一系列大型廣告，為期3星期。內容提及 “HONG KONG IS NOT A PLACE, HONG KONG IS ITS PEOPLE”（香港不是一個地方，香港是她的民眾）。團隊希望廣告可以讓人明白英國與香港之間有密不可分的歷史關係，向國際社會推廣香港民族身份及文化，呼籲國際社會繼續懲罰中共。

## 14日

### 退休公務員在旺角聚集 叫口號被判囚40日
2020年6月12日為反修例示威一周年，一名60歲退休公務員被控在旺角先後4次帶頭叫「支持香港警察」，引起其他人士和應「吞槍自殺」。事隔半年被控在公眾地方擾亂秩序罪。被告在西九龍裁判法院承認控罪，在求情時呈上9封求情信。自己也指出過去26年服務市民，今次定罪或令他面臨失去退休金。不過主任裁判官認為被告的行為挑釁群眾，令現場氣氛更緊張，其後再叫「死黑警仆街」的說話有帶頭侮辱警方，認為須判即時監禁，以60日為起點，認罪後入獄40日。

### 女咖啡師暴動縱火罪成囚四年半
2019年9月22日晚上，示威者在旺角警署外縱火堵路。一名年輕女咖啡師在現場附近一輛私家車上被警員截查，事後在其背囊內搜出雷射筆。控方利用多個公開媒體的片段後，她被裁定兩項縱火罪及一項暴動罪成。法官姚勳智雖然接納事件沒有經詳細計劃，不過當日被告有用樹枝和紙皮縱火，認為是對在場人士造成非常嚴重的傷害，同時讓交通受阻。認為被告參與情節嚴重下，判她入獄四年半。散庭後女被告男友站起來大叫「好快過，我哋出嚟結婚！」，被告含淚點頭回應。而其父親哭着大叫「政府無良呀！殘害青年呀！」。旁聽支持者亦忍不住落淚，並上前安慰二人，囚室內亦傳來被告的哭聲。

### 5.24 遊行 29歲裝修工認非法集結判監3個月
在2020年5月24日反國歌法、國安法大遊行中，一名29歲裝修工人被控在銅鑼灣軒尼詩道交界，參與非法集結及高舉印有「光時」的旗幟。他承認一項非法集結罪名，而展示煽動刊物罪被撤控。東區裁判法院主任裁判官羅德泉指被告雖然不是主導集結的人士，但同時指出參與者也是重要角色，形容「集結主要在聲勢浩大下，參與者情緒高漲做出一啲平日唔敢做嘅事情」，若他們沒有出席，號召人如何努力都難以成事，判處被告監禁3個月。

### 律師助理被控違國安案 改聘民建聯律師劉毅代表
29歲律師男助理被指違反《港區國安法》和協助12港人之一的李宇軒離境，案件在西九龍裁判法院再訊。記者庭上發現其大律師及律師代表與上次提堂不同，大律師轉為蕭國辰，而「指示律師」則改為有「矇眼 KOL」之稱的民建聯成員劉毅。親友表示改聘律師的決定是被告的意願。

## 15日

### 全民國家安全教育日

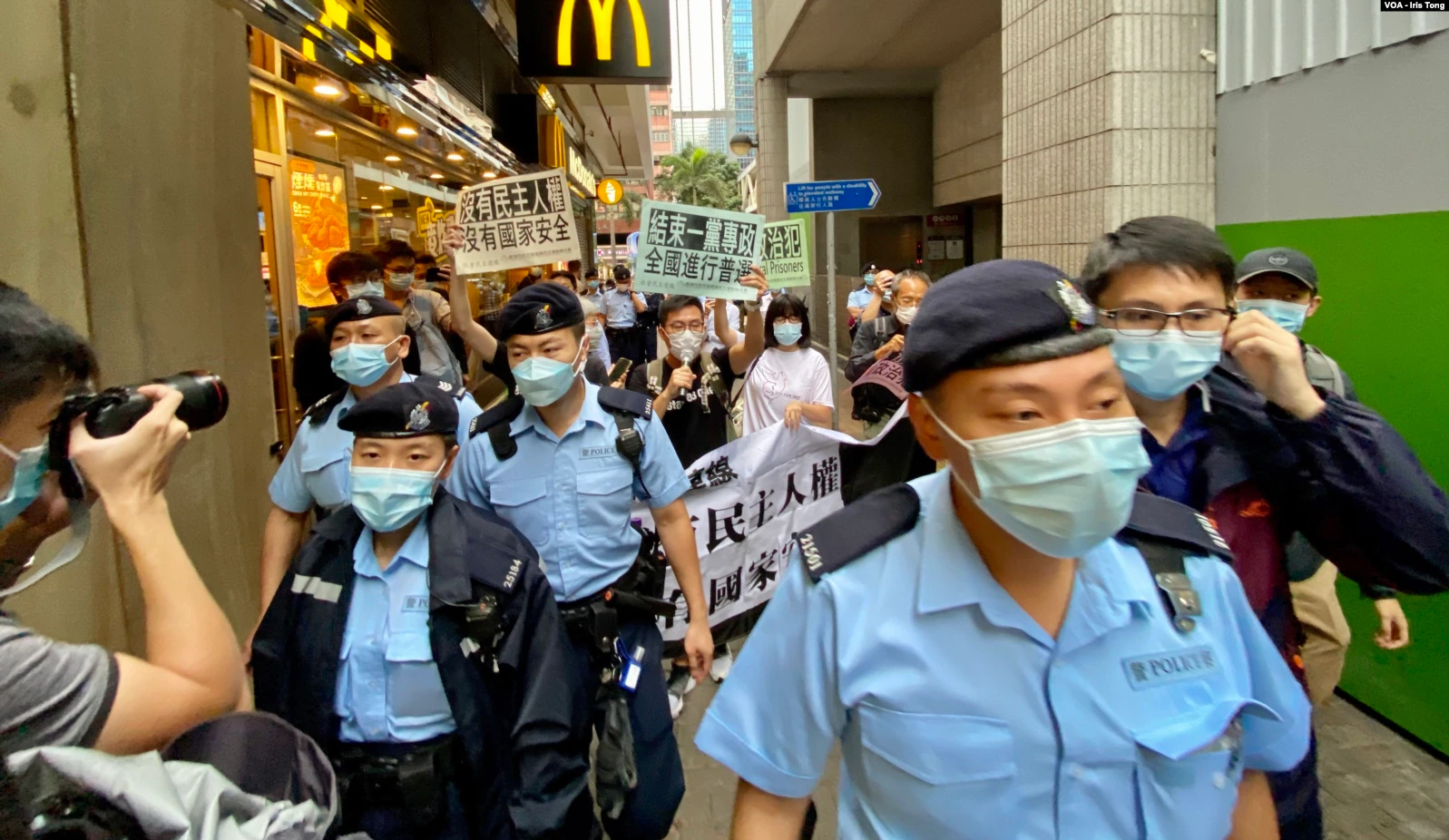
支联会及社民连4名成员4月15日首个国家安全教育日游行示威，被大批军装警员包围

港府維護國家安全委員會舉辦「全民國家安全教育日」。特首林鄭月娥在開幕典禮上致辭時表示，今次是《國安法》實施後首個全民國家安全教育日，意義重大。形容自2019年中起，香港出現「黑暴」橫行，近乎恐怖主義的活動，為特區社會和政治體制帶來極大安全風險。落實港區國安法後才令社會恢復穩定。其後她更提及會依照國安法第9條，採取必要措施，加強宣傳、指導、監督和管理學校、社會團體、媒體、網絡等對國家安全事宜的處理。而香港中聯辦主任、香港特區國安委國家安全事務顧問駱惠寧強調，凡破壞國家安全的，屬「硬對抗」，就依法打擊；屬「軟對抗」，就依法規管。
在會場外，社民連黃浩銘、陳皓桓，以及支聯會鄒幸彤、徐漢光等4人手持橫額及標語，由灣仔站遊行至會展，要求政府立刻廢除國安法和釋於政治犯等訴求。大批機動部隊警員包圍他們，並要求記者向前行，引起記者不滿和發生爭執。陳皓桓批評警方將示威區設置在中環廣場是非常遙遠，同時有警員阻擋遊行隊伍的橫額和大規模包圍他們。

### 警察學院開放日首示範中式步操 一名兼職記者被捕

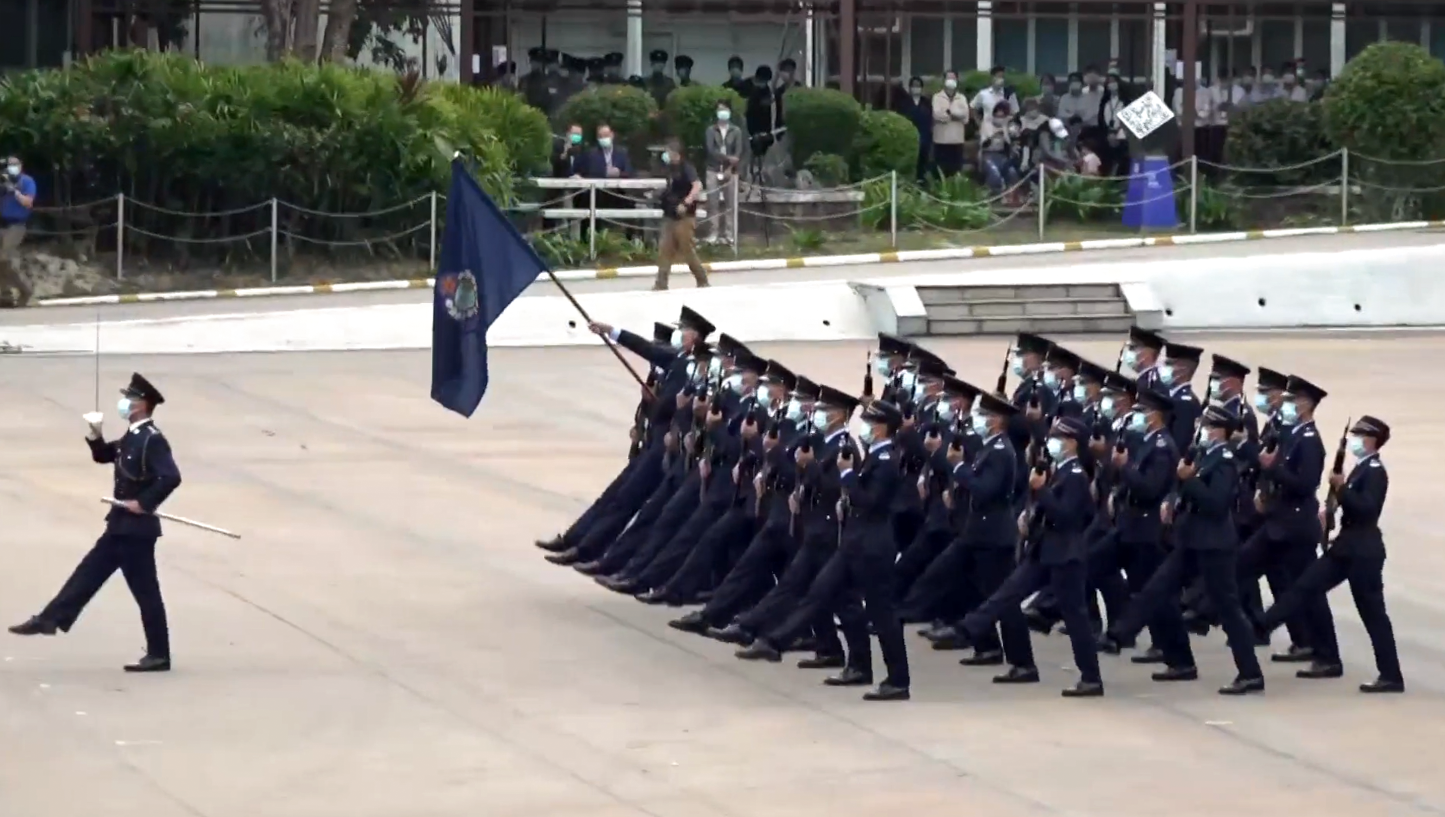
香港警察學院開放日首次向公眾示範中式步操

而五大紀律部隊的訓練學校舉辦開放日活動。當中黃竹坑的香港警察學院亦開放，首次公開表演中式步操，司令員喊出「忠誠護國安，勇毅保家安」口號。多間傳媒亦獲邀到學院採訪，不過卻要求30多名記者脫下黑色及灰色口罩，並更換警方提供的藍色口罩。當記者追問警察公共關係科人員時，以「總之今日黑色就唔得，你一係除，一係遮，唔好同我講咁多」回應，拒絕透露原因。
警方今日在警察學院一帶加強佈防，由海洋公園港鐵站至學院約30米就有一組警察戒備，包括便裝及軍裝警員，並高度警覺，見記者舉機拍攝即上前查問。而鐵路警區警員早上8時許在海洋公園站B出口，截查1名21歲男子，在其背囊找到2支玩具槍及1部對講機。他「涉嫌藏有仿製槍械」被捕，被帶到香港仔警署調查。據了解，被捕人是香港知專設計學院學生，他報稱是香港電台兼職記者，今日到警察學院採訪。玩具槍是早前他拍攝微電影所用，但未及收拾。港台表示確認一名兼職初級記者被捕，並即時停止該名兼職員工職務。到2022年3月9日，東區裁判法院裁判官梁嘉琪指出雖然被告行為可疑，但控方無法證明被告藏有玩具槍是有危害公眾及犯罪目的，並接納被告真誠相信管有對講機是無需取得牌照和被告呈交的作品和證供下，裁定兩項罪名不成立。

### 一群小學生持假槍射同學 被指重演8.31太子站襲擊事件
路透社拍攝到一群小學生在香港警察學院戰術訓練大樓的港鐵車廂，手持假槍指射同學。相關的圖片震撼香港和台灣的網民，輿論紛形容有如重演2019年8月31日太子站襲擊事件，並質疑「國家安全教育」是教導小孩「拿槍指著別人」。而台灣聯合新聞網形容小孩是學習香港警察叔叔們，如何正確在地鐵站裡暴力鎮壓香港人，並將相片與太子站襲擊事件影像並列。

### 團體設街站展示港人自由受侵犯 被警方截查

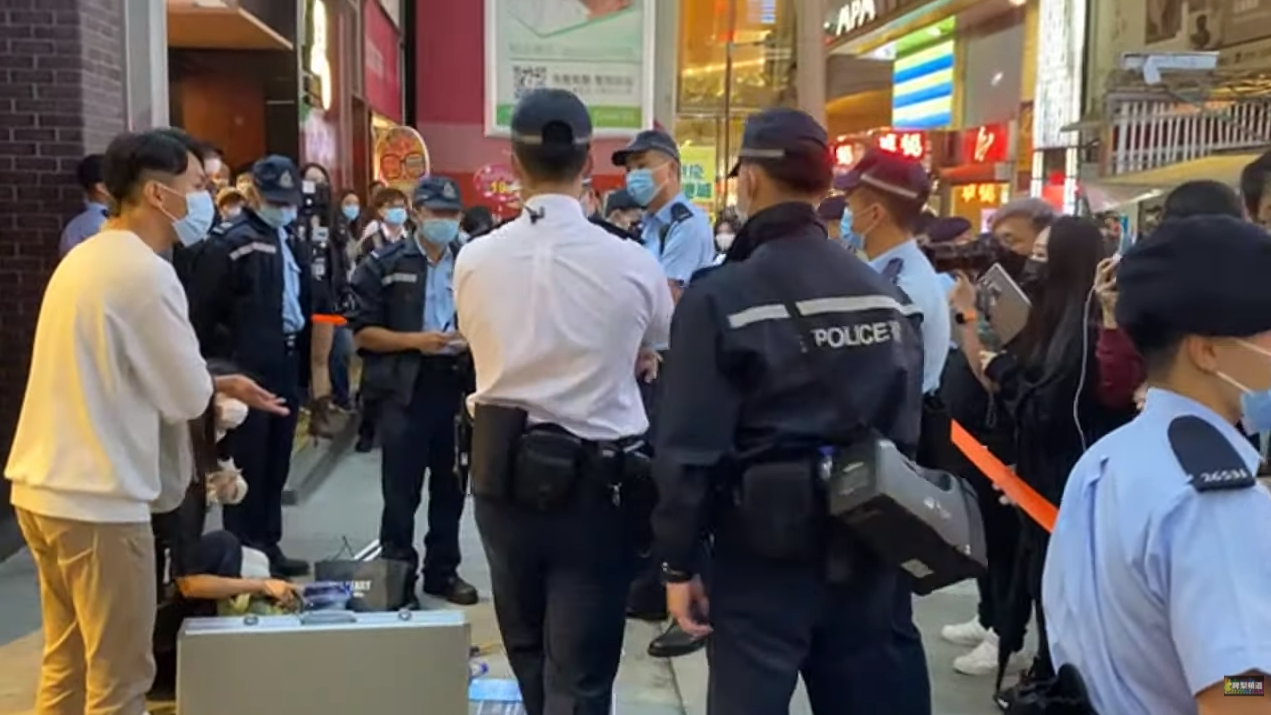
「開站師」在旺角設街站，呼籲市民關注自由受侵犯，大批警員截查成員

學生組織「賢學思政」和「開站師」分別在沙田和旺角設街站，呼籲市民關注國安法生效後，已經出現過百名政治犯。警員截查街站，成員被警員抄身份證和拍攝開站過程。「開站師」成員阿楚認為國安法實施後，新聞、言論、法治多方面面臨不同的紅線。而就讀中四的「中學時政」發言人擔心將來的學生會覺得全民國家安全教育日」是正面和平常的事，而下一代可能會被培養盲目的愛國思維，失去自己的批判思考。

### 央視新聞 《焦點訪談》報道 李亨利涉資助羅冠聰等人
央視新聞 《焦點訪談》刊出李亨利的報道，他在2019年因涉嫌「資助危害國家安全犯罪活動」而被判處有期徒刑11年。報道指他早於2001年參加及捐贈香港反中國活動，包括曾與「長毛」梁國雄秘密會面，同時曾經資助學聯前秘書長周永康、黃之鋒、羅冠聰和張崑陽等人赴外國參加反對中國的活動。其後周永康，羅冠聰和張崑陽在Facebook 回應有關報道，周永康指當年出席海外論壇時與李亨利在港鐵站外談過數分鐘。不過沒有稱他為「亨利哥」、「亨利叔」，並質疑兩人的「合照」是國安情報人員拍攝；羅冠聰和張崑陽均表示不認識「李亨利」，其中張認為是中共又次杜撰故事誣蔑民主派的行動。

### 兩男涉前年大埔參與非法集結等罪成 分別被判囚及入教導所
兩名分別18歲和及27歲男青年涉前年11月13日發起全港「三罷」期間，在大埔太和路參與非法集結，另各被控一項身處非法集結時使用蒙面物品罪，指他們分別使用掛耳口罩及防毒面具。18歲被告另被控一項管有適合作非法用途的工具罪。粉嶺裁判法院裁判官陳炳宙早前裁定他們罪名成立，他判刑時指案發時香港發生史無前例的公共秩序問題，逾百人非法集結並堵塞主要道路，事前一定經過預謀，出現實質暴力的風險極高，案情十分嚴重，直言「被控非法集結已經是走運」。27岁被告判囚21個月，而18歲被告入教導所。

## 16日

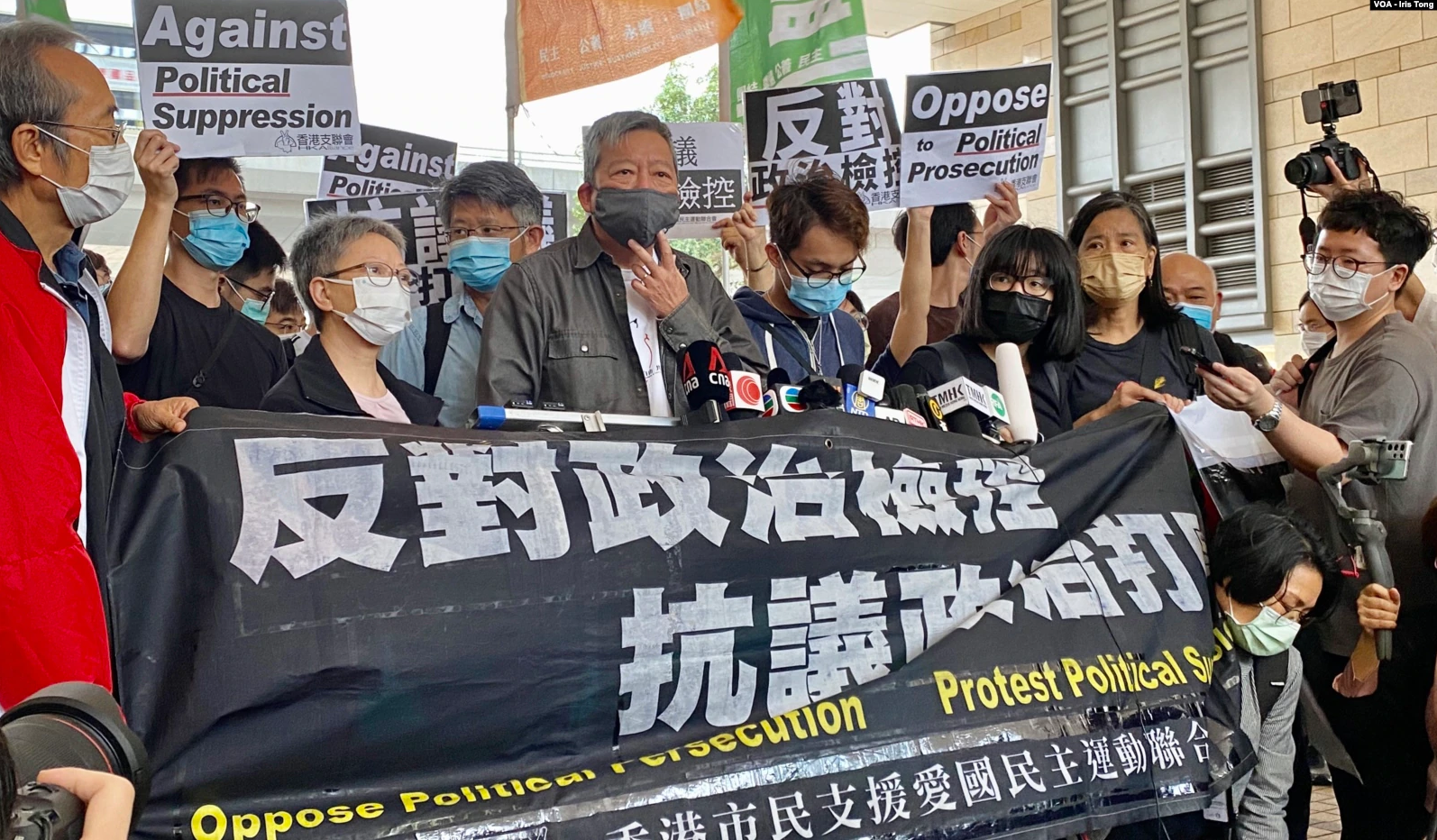
4月16日，多个民主派成員到西九龙裁判法院外声援8.18流水式集会案9名被告

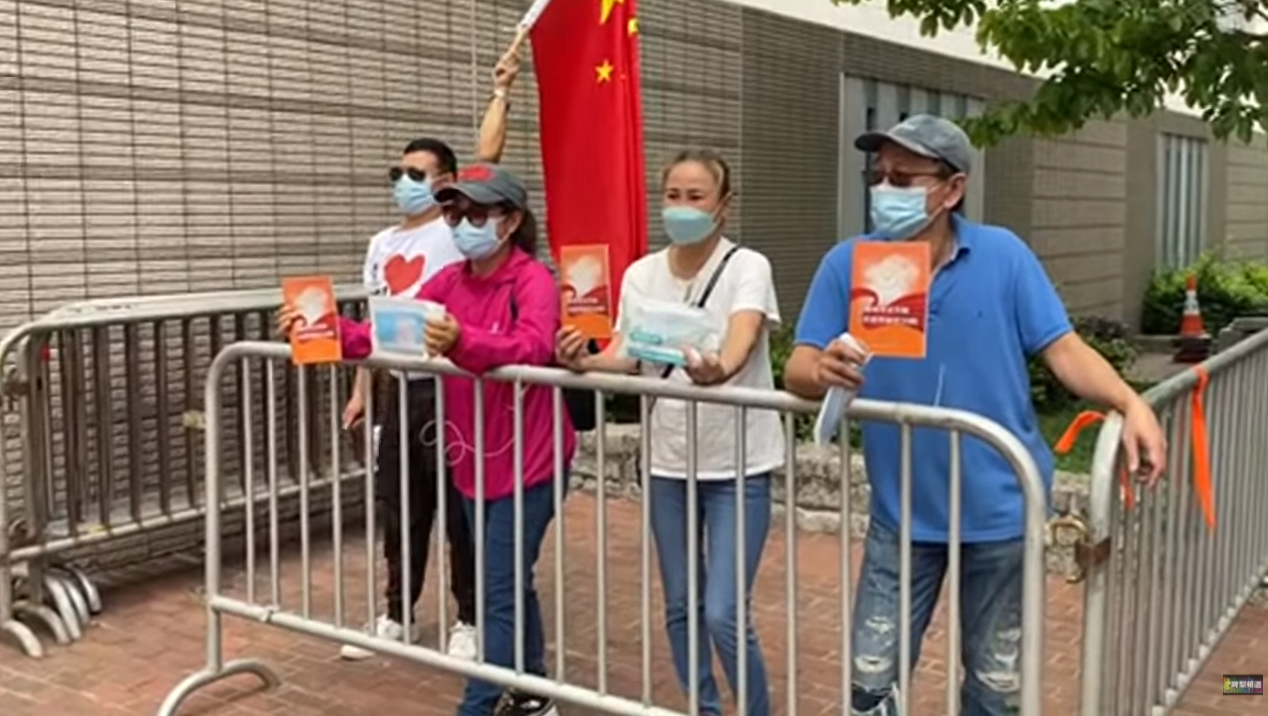
法院外有建制派人士支持警方

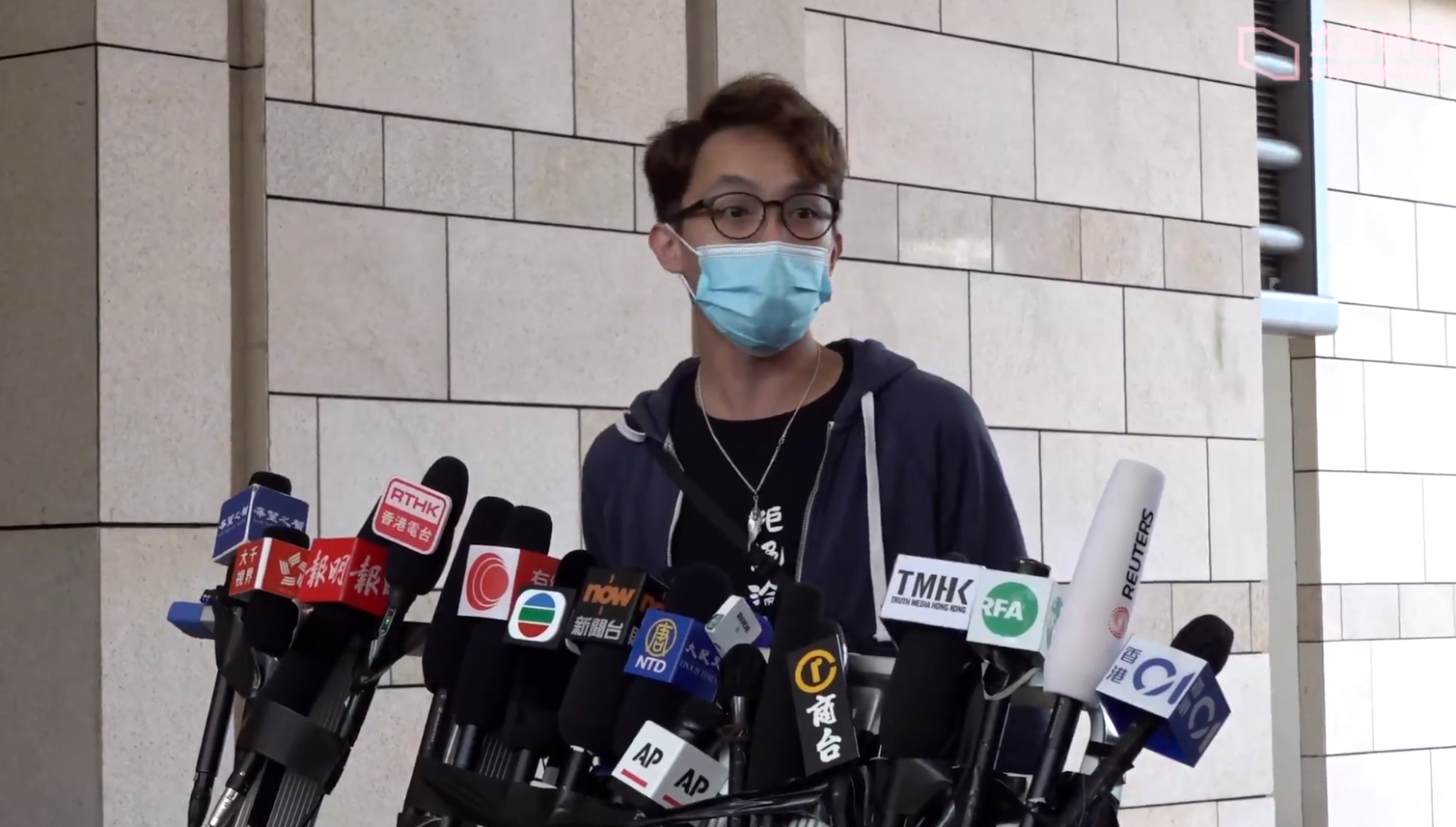
民陣召集人陳皓桓直斥法庭判刑過重，對此感到荒謬

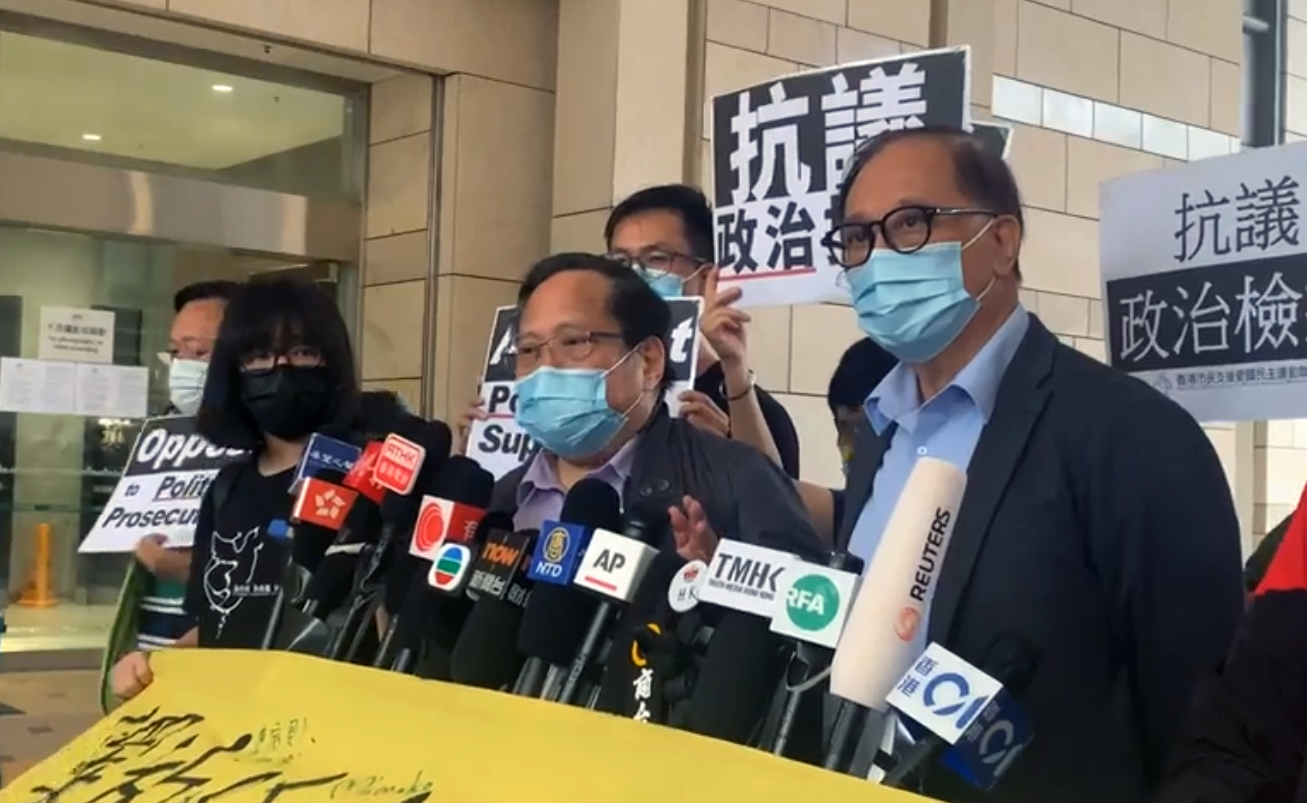
下午約6時，何俊仁和楊森獲准緩刑，步出西九龍裁判法院後見記者，他們對法庭的判決感驚訝

### 警務處處長不點名批評報章頭條刻意抹黑親近警隊的人
警務處處長鄧炳強出席立法會財委會特別會議，他舉例指今日有報章頭條（即《苹果日报》）將昨日警隊開放日，一班小學生在警隊設施中玩得很開心、天真爛漫的畫面，抹黑成與「黑暴」有關。他批評媒體的做法非常不道德，不單止傷害小朋友的心，同時反映有人想用恐嚇的方法，抹黑想親近警隊的人。他又指社會上仍有人為外部勢力服務，污衊警隊，認為是與已被檢控勾結外國勢力的人士有關，強調繼續危害香港國家安全的人將會被拘捕。

### 警務處長和保安局長指控傳媒嘗試用假新聞危害香港安全
在立法會財委會特別會議中，保安局長李家超在開場發言提及要處理「假新聞」，認為有「破壞分子」和「港獨」的人，通過媒體、刊物、文化、藝術等鼓吹宣揚港獨或破壞行為。同時指控有傳媒刻意將「罪犯」塑造出「英雄故事」。而警務處處長鄧炳強指控有「外部勢力」在香港的「代理人」，用假新聞、假消息煽動仇恨、分化社會、製造矛盾，恐嚇「講真說話嘅人」，並指出「假新聞」與國家安全有直接關係。他表明警方會全面調查嘗試用假新聞危害香港安全和煽動仇恨的人，有證據會進行拘捕和檢控。

### 8月18日的流水式集會案 7名民主派人士罪成宣判 律政司駁斥各界批評
9名民主派人士被控在2019年8月18日流水式集會涉嫌組織及參與未經批准的集結。案件在西九龍裁判法院求情和判刑。案件審訊前，約50名市民在法院外排隊，等候入內旁聽。李柱銘、何俊仁及吳靄儀於上午作出求情，前兩者由資深大律師夏偉志代表。夏偉志指出除非徹底地別無選擇，文明社會不應輕易將人送進監獄，而本案是有其他判刑選擇。而吳靄儀表明解除代表律師職務，親自向法庭求情。她指出法律應該保障人民、而非奪去他們的權利。如果法庭運用一條法律奪去人民權利的，會讓法治基石受到動搖，人民會對法庭及司法獨立失去信心。她引用英國著名大法官湯瑪士摩爾爵士（Sir Thomas More）的名言作結，指出「自己是法律的僕人，但人民先於法律，因為法律必須為人民服務、而非相反。」
法官胡雅文指雖然集會和平進行，不過認為案件嚴重，她引用終審法院的「重奪公民廣場案」案例，強調針對非法集結的判刑必須符合比例、具阻嚇性。同時認為2019年6月後，集會規模大及有機會衍生暴力，行為明顯是挑戰警權、法律和秩序，故認為判監是唯一選擇。
- 社民連立法會前議員梁國雄判囚18個月；
- 民主黨創黨主席及大律師李柱銘判囚11個月，緩刑24個月；
- 公民黨立法會前議員及大律師吳靄儀判囚12個月，緩刑24個月；
- 民主黨前主席及律師何俊仁判囚12個月，緩刑24個月；
- 支聯會主席李卓人判囚12個月；
- 壹傳媒集團創辦人黎智英判囚12個月；
- 立法會前議員區諾軒判囚10個月；
- 立法會前議員何秀蘭判囚8個月；
- 街工立法會前議員梁耀忠判囚8個月，緩刑12個月；

其中李柱銘，黎智英和吳靄儀首次被定罪，兩項罪名分別為「組織未經批准集結」及「明知而參與未經批准集結」。只有吳靄儀、何俊仁、梁耀忠和李柱銘4人獲准緩刑，其餘被告須即時監禁。
民陣召集人陳皓桓直斥法庭判刑過重，對此感到荒謬。表示當日有逾170萬人上街，但警方沒有給他們警告或指示，沒有擔起協助主辦方舉辦集會的角色。他批評政權設下陷阱，作出政治檢控。判刑將會造成寒蟬效應，讓市民不敢再發聲，最終只會讓民怨積壓。
下午約6時，何俊仁和楊森獲准緩刑，步出西九龍裁判法院後見記者，他們對法庭的判決感驚訝。何俊仁認為自己雖然得到緩刑，但指法官以非常負面的角度去看待和平集會，而被判這樣的刑罰、而其他人要即時入獄感到痛心。因為此類案件以往最多罰款，但本案的量刑起點是18個月。楊森對判決將社會不安與和平集會拉上關係感到匪夷所思，質疑法庭是否配合國安處，透過嚴刑去打壓和平示威。
多名英國、美國及加拿大議員透過英國民間團體「香港監察」（Hong Kong Watch）發表聲明，譴責判刑反映出中國政府的威權欺凌。前港督彭定康形容，中共「持續地全面侵害香港的自由及法治」，只會讓人民無法愛上「極權」和「腐敗」的政權。美國共和黨參議員羅姆尼及國際特赦組織要求釋放被判刑者。英國外交部亦發聲明，表明不能接受香港政府針對主要的民主派人士作起訴的決定，指和平示威是香港生活方式和權利；美國國務卿布林肯發聲明，譴責香港法院就818及831集會案判處黎智英等人入獄的裁決。裁決再一次證明中國及香港當局侵犯基本法及中英聯合聲明所保障的權利及基本自由，消滅任何形式的異見人士。
同日晚上，律政司發聲明回應，不點名批評海外政客要求立即釋放被判刑人士，是「荒誕無稽，明目張膽違反國際法及不干預的基本原則」，作出毫無事實基礎的攻擊和完全不尊重法治，警告他們有機會構成藐視法庭。

### 8月31日非法集結案判刑
在2019年8月31日衝突遊行中被控非法集結罪的黎智英，李卓人及民主黨前主席楊森早前認罪，在西九龍裁判法院由法官胡雅文同時判刑。
- 黎智英判囚8個月
- 李卓人判囚6個月
- 楊森判囚8個月，緩刑1年

由於黎智英和李卓人已於8月18日案件中判囚12個月，其中2個月刑期分期執行，2人刑期合共14個月。

## 19日

### 港府耗8,400萬 游說美國反《香港人權與民主法案》
網媒Hong Kong Free Press獨家報道，香港貿易發展局與當地政治說客Bart Stupak簽訂服務合約，自2014年底至2019年9月期間，多次在華盛頓與美國政治人物會面，游說他們不支持《香港人權與民主法案》。近期一次「游說行動」，是2019年9月12日黃之鋒與何韻詩出席美國國會聽證會前數天，駐美總經濟貿易專員麥德偉與民主黨眾議員Alan Lowenthal會面。報道亦透露貿發局聘用游說公司多達26間，其中2019年至2020年底，相關開支多達1,232萬港元。前香港眾志主席羅冠聰指，《香港人權與民主法案》最終通過，只得一票反對，反映特區政府游說徹底失敗和干預美國政治，是「忠誠的廢物」。浸大政治及國際關係學系副教授陳家洛認為，香港政府的做法如同倒錢落海，因為外國政府清楚事件始作俑者正正是特區政府。

### 官媒《人民日報》批評香港大學學生會
中國官媒《人民日報》發表評論，點名批評香港大學學生會抹黑國安教育，包括在國安法實施和出手「完善」選舉制度後，再次挑釁和大肆抹黑「一國兩制」。形容是“不斷傳播反動思想，妄圖蠱惑更多學生登上賊船，將高校綁上罪惡戰車，進而積蓄「繼續革命」的黑色能量”。指控港大學生會的成員不是學生，而是「藏匿在校園中的暴徒。」更指港大學生會在「底線邊緣」瘋狂試探，形容學生會已經到了非管不可的時候。評論又認為香港教育「誤入歧途」，必須經歷「大刀闊斧」的改革，建立一套健全與「一國兩制」相適應的教育體系。

## 20日

### Telegram 頻道管理員因他人言論被判囚3年
警方在2019年11月拘捕「阿囝搵老豆老母」Telegram頻道的26歲女管理員，稱她在管理的頻道上煽惑他人向政見不同的人「起底」、動武或縱火，是反修例運動中，首名人士因通訊軟件群組內發布他人言論而被拘控。被告早前承認串謀煽惑他人犯縱火，以及串謀作出具煽動意圖的作為罪。區域法院法官姚勳智指出被告作為頻道管理員，有權修改或刪除涉及案件信息，但她容許相關的信息存在及流傳。而本案嚴重之處，在於互聯網發布信息能夠短時間內快速煽惑他人，特別是有39條縱火的信息，指提及教導製作汽油彈、鋁熱劑彈、燒夷彈等，認為有人採納後，後果難以想像。法官考慮到被告角色及無證據顯示有主動發布信息，下調至4年監禁，加上被告認罪及個人情况，判處被告監禁3年。

### 「金正恩」煽惑「包圍」新屋嶺 改判監禁13個月
一名38歲地盤工人被控2019年9月在facebook群組以網名「金正恩」的帳戶發帖文，稱有示威者在新屋嶺扣留中心遭性侵甚至殺害，呼籲市民到場「包圍」和「救出義士」。他早前被裁定煽惑他人參與非法集結罪成，判160小時社會服務令。律政司不滿判決提出刑期覆核，上訴庭認為雖然案件沒有發生非法集結行為，不過指出被告罪責極嚴重，認為即時監禁是唯一合適的判刑選項。最後改判他入獄13個月。

### 新聞自由指數 香港排名80
無國界記者發表2021年全球新聞自由指數，香港排名第80名，位在吉爾吉斯斯坦之後，馬耳他之前，屬於新聞自由問題較重的地區。與去年一樣，中國排名第177，倒數世界第四。報告指《港區國安法》生效後，產生的寒蟬效應越來越明顯，指出政府任意懲罰「危害國家安全」的行為，威脅香港的新聞自由及新聞工作者。報告特別提及當局以《港區國安法》拘捕壹傳媒創辦人黎智英，恐被面臨終身監禁。而香港電台亦面臨政府全面威脅，編採自由受控制。

## 22日

### 鏗鏘集編導查車牌報道元朗襲擊事件被判刑

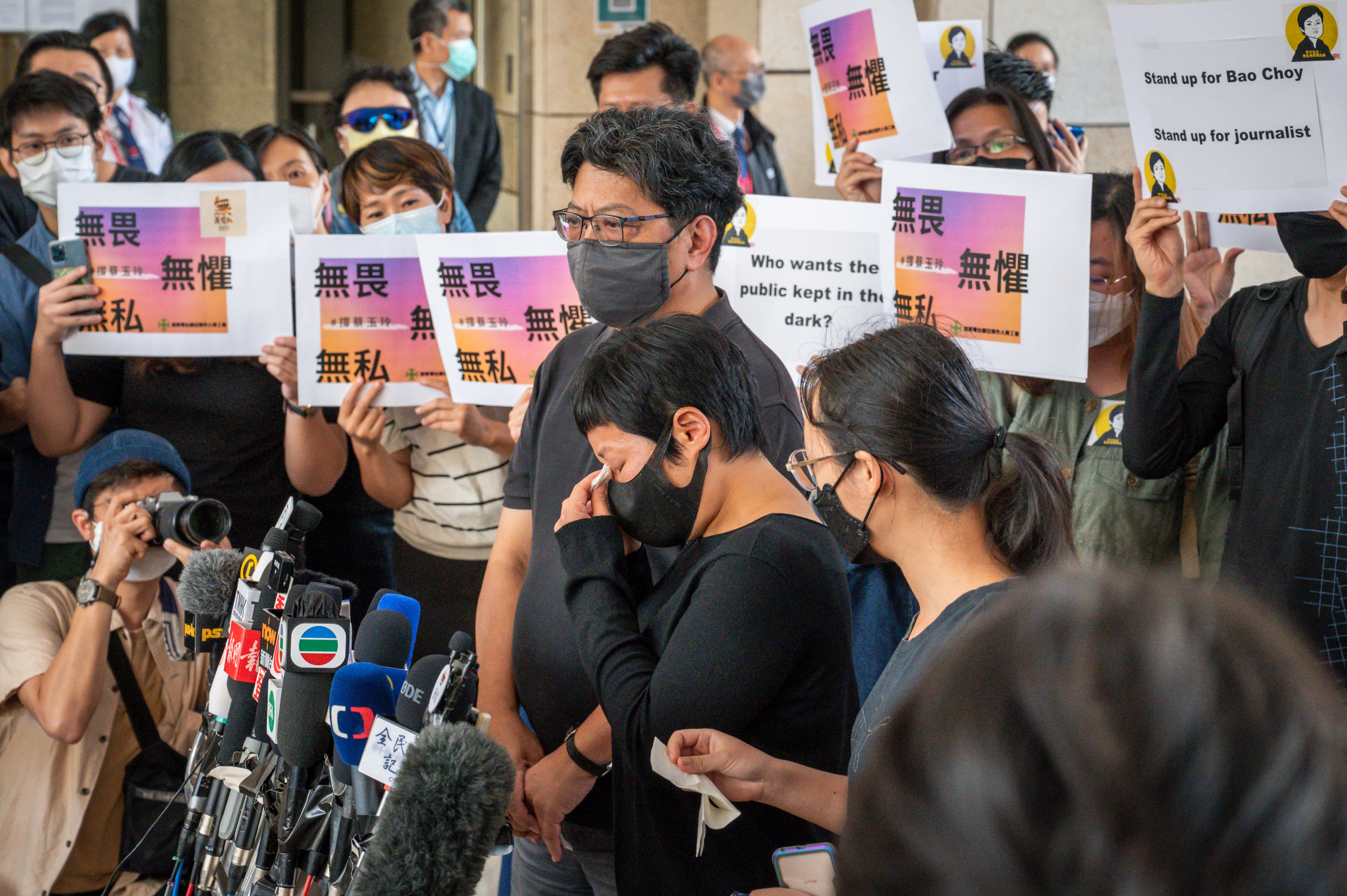
2021年4月22日，港台《鏗鏘集》編導蔡玉玲被主任裁判官徐綺薇宣判為罪名成立後，於庭外聯同香港記者協會主席楊健興等接受訪問，她一度流淚

香港電台《鏗鏘集》《7.21 誰主真相》編導蔡玉玲，去年因查車牌而被控兩項「明知而作出要項上的虛假陳述罪」。主任裁判官徐綺薇認為運輸署長有權限制申請必須符合與「交通及運輸」有關的目的，確保資料不會被市民濫用，對車主私隠造成很大的問題。被告應考慮以其他方法索取資料，例如向運輸署提出書面申請，並非作出虛假陳述。蔡玉玲兩項「明知而作出要項上虛假的陳述」罪罪名成立，每項罪名罰款3000元，合共6000元。案件同時是元朗721事件中首個被定罪判刑的人士，亦是首次有記者因查冊而遭定罪。
蔡玉玲聞判後用紙巾拭淚，她表示不認同判決，形容結果令人傷心和難受。8個新聞工會及團體發表聯合聲明，指正常採訪工作被判違法，是狠狠地摧毀香港僅餘的新聞自由，嚴重衝擊第四權，令新聞自由響起喪鐘。對此感到心情沉重，悲憤莫名，痛心疾首。

## 24日

### 前民族陣綫成員藏TATP囚12年
前香港民族陣綫成員盧溢燊，早前承認2019年7月在荃灣工廈單位管有約1公斤炸藥TATP（三過氧化三丙酮）、10支汽油彈和TATP原材料，高等法院法官陳慶偉指出雖然被告無證據證明被告與前年7月1日衝擊立法會事件有關。不過被告有意用炸藥顛覆港府和宣揚港獨，影響社會安寧，並製造恐慌。更稱案情性質或較已故「賊王」葉繼歡更嚴重，若不判阻嚇刑罰，意味法庭未能履行職責。最後採納18年監禁為量刑起點，被告認罪扣減三分之一刑期，判囚12年，成為反修例運動以來被告判處最長刑期的案件。

### 大角嘴設國安公署永久辦公室
政府公佈批出大角咀海帆道一幅由兩部分組成，佔地約11,500平方米的政府用地批予中央人民政府駐香港特別行政區維護國家安全公署（中央駐港國安公署），以便其設立永久辦公室及附屬設施。不過，新聞沒有交代收取地價和批租年期，直至翌日才公佈該用地將會免費批出50年，直至2071年為止。而批出用地其中一部份範圍，目前為水警行動基地，警方表示會適時遷出。油尖旺區區議會副主席、公民黨余德寶稱政府事前無諮詢區議會，同時未知會否因涉及「國家安全」，而不准在區議會討論。

## 25日

### 周竪峰透露已離港
中大學生會前會長周竪峰在社交網站透露，已於3月25日離開香港前往加拿大，至今一個月。在3月15日，周豎峰於灣仔交加里一間「黃店」餐廳舉行結婚派對，參與者約28人，包括多名民主派區議員，全部遭警員票控違反限聚令。周竪峰稱，民主派初選47人案中，眼見被告席上的朋友喪盡尊嚴「乞求自由」，令他不禁反思，如果落到自己身上，自己是否也能毫無恐懼。他稱離開「對不起手足」，「希望大家原諒我的懦弱」。

## 26日

### 六四32週年燭光集會因警方將不批六四集會　支聯會︰續申請不反對通知書
今年是《港區國安法》生效後首個「六四」，支聯會計劃今年繼續舉辦燭光集會。消息指，警方考慮到疫情問題及限聚令仍然生效，料與去年一樣，不會批准有關集會活動。支聯會秘書長蔡耀昌不評論有關消息，表示會按原定計劃請不反對通知書，認為警方應尊重遊行示威權利，如警方有任何考慮，應先與主辦單位探討可行方案。康文署回覆查詢時表示，指收到支聯會擬於6月4日借用維園舉辦集會活動的申請，但因應疫情暫停處理轄下免費康體場地作非指定用途活動的預訂，並已將有關安排告知支聯會。

### 鄭若驊：言論集會自由非絕對
律政司長鄭若驊發表網誌，表示《基本法》和《香港人權法案》雖然保障市民有基本權利的言論自由、和平集會、遊行及示威自由，不過權利並非絕對，而是可以受限制。她指出過去曾有示威者非法佔領政府處所，有必要在政府場地舉行的獲批准之公眾集會和遊行活動，採取管制措施。她指出其中一項措施要求在政府總部東翼前地進行的公眾活動事前須申請許可，防止有人試圖妨礙該處的正常運作，以及有責任注意職員的安全和福祉等。

### 理大衝突21人踢保後再被捕
警方有組織罪案及三合會調查科（O記）探員，在早上再次拘捕21名涉理大衝突拒保候查男女，年齡介乎17至41歲。他們涉嫌於2019年11月18日在何文田一帶，意圖協助理工大學內的人士逃避警方逮捕，被落案起訴一項妨礙司法公正罪。據了解，被捕者部分為「家長車」司機，亦有應屆中學文憑試考生，因扣查而無法應考通識科卷一。

### 立會委員會完成審議完善選舉制度條例草案 周五起審議修訂
立法會的法案委員會完成逐條審議完善選舉制度條例草案的階段，周五起審議修訂。
在法案委員會會議上，有議員質疑草案建議將選民登記冊由以往可供公眾查閱，改为只限傳媒、政黨，或曾公開宣布有意派人參選下一屆選舉的團體查閱，定義太闊。
商界(二)議員廖長江稱：「比如可能隨時被人濫用，我宣布了參選，屆時我唯一的目的就是想取得登記冊，取得後我可以不參選。」
九龍東議員謝偉俊指：「予人感覺不斷增加新事項，但原來很多都是『虛招』。」
政制及內地事務局常任秘書長鄧忍光表示：「我們需要考慮一個政團，若過往真的沒有參加任何選舉，亦要照顧他接觸到選民的權利。在他公開宣布後，其實他已經根據法例成為候選人，他任何的行動或選舉開支都要開始計算，亦會受到所有選舉法例就候選人活動的規管。」
當局指政黨代表若要查閱選民登記冊，需提供身份證明文件資料及簽署聲明。
至於傳媒，日後只有政府新聞處系統約二百至三百間登記傳媒方可查閱選民登記冊；如有濫用，新聞處亦有權取消登記。
法案委員會經過一個多星期、十次會議後，完成逐條審議階段，周五起審議修訂條文。

### 民陣召集人陳皓桓稱接獲警方文件 指民陣涉違《社團條例》
民陣召集人陳皓桓表示收到警方文件，指民陣涉嫌違反《社團條例》。
文件指，民陣在2006年7月曾按《社團條例》申請成為社團並獲批，約兩個月後申請取消註冊，但根據傳媒及社交平台，有跡象顯示民陣仍以社團形式運作，違反《社團條例》第5條，要求民陣下周三前書面提供資料，包括未有再申請註冊的原因、成立以來所有收入來源、開支，以至接收資金的銀行帳號。
又特別提到，民陣去年十二月九日在社交網站一則關於跟支聯會及20多個團體，去信聯合國人權事務高級專員巴切萊特，敦促中國及港府改善人權的帖文，要求陳皓桓解釋聯署的目的及原因。民陣稱會尋求法律意見。

### 女子前年國慶日示威管有攻擊性武器等罪成 判囚9個月
一名女子前年國慶日示威，被控管有螺絲批等攻擊性武器及管有物品意圖損毀財產罪，兩項罪名成立，判囚九個月，還押等候上訴。
案情指報稱金融顧問、32歲女被告於前年國慶日示威，在北角被搜出鐳射筆、扳手、螺絲批等工具。裁判官鄭紀航裁決時指，不相信辯方指普通市民會用望遠鏡觀察現場情況及保障個人安全，又稱不接受無參與示威的人會隨身帶面罩。
他亦不接納被告解釋，因為失去公司儲物櫃鑰匙，隨身攜帶涉案物品，認為被告只要換鎖便可解決問題；而如果按被告稱，購買鐳射筆作正當用途，商戶理應不會提供高輸出功率的鐳射筆，所以被告清楚涉案鐳射筆的真正殺傷力，裁定被告兩項罪名成立。

### 劉家棟阻差辦公案 高等法院拒絕批出上訴證明書
2019年7月27日的元朗警民衝突中被控阻差辦公罪成服刑中的社工劉家棟，今年2月高等法院原訟庭法官黃崇厚駁回他的定罪上訴，但刑期則減至8個月。黃官於4月23日上周五駁回劉申請證明書到終審法院再上訴的要求，他26日頒判詞解釋原因，並就劉提出的3條提問逐一分析。因認為上述所有問題均不涉重大而廣泛重要性的法律論點，故拒絕批出證明書。

## 28日

### 司法案件
- 1名23歲游泳及健身教練。於2019年11月3日在沙田大涌橋路瀝源橋襲警，以及攜有6個汽油彈和鑽嘴等物品。被控襲警和在公眾地方管有攻擊性武器罪，被告否認控罪，經審訊後早前被裁定罪成；裁判官香淑嫻直指控罪及案情嚴重，汽油彈是易燃物品，一旦燃點會造成難以預見的傷害；加上案中另檢獲打火機等物品，認為被告準備隨時使用該6枚汽油彈。考慮到案發時正值暴力示威高峰期，以及背景報告顯示被告沒有悔意，故重判被告入獄21個月。[77]

## 29日

### 2019年6月9日衝突案
26歲社民連幹事謝寄安，於2019年6月9日參與反對修訂逃犯條例遊行時，在香港軒尼詩道與堅拿道西交界彎身用右肩撞男警長34376胸口上方，被控一項襲警罪。他否認受審，裁判官劉綺雲在東區裁判法院時判決時指出，涉案警長供詞可信，相反被告辯稱越過警方封鎖線是為執拾眼鏡，明顯是砌詞狡辯，故裁定被告罪成。案件押後至5月17日判刑，以等待為被告索取背景報告，期間被告須還押候懲。

## 30日

### 上水母子出售胡椒球彈槍案
警方國安處拘捕一男一女，其中28歲男子被指涉嫌「煽動分裂國家」，據悉與上水母子出售胡椒球彈槍案有關。

### 六四集會案四人認罪
黃之鋒、岑敖暉、袁嘉蔚與梁凱晴星期五（4月30日）於香港區域法院各承認举办維園六四燭光晚會违反《公安條例》下「明知而參與一個未經批准集結」罪。四人被收押，等候下周判刑。其中梁凱晴因認罪而首次還押監房。而原本決定認罪的朱凱廸，透過法律代表申請撤回認罪決定

### 再多兩名教師被取消註冊
教育局指反修例運動以來再多兩名教師被取消註冊，一人因參與違法行為被定罪，另一人專業失德投訴成立。消息指專業失德而被取消註冊的教師於龍翔官立中學任教通識。教育局指該教師持續採用大量、單一角度和偏頗立場的材料，引起散播仇恨和偏見，有貶損國家，以及挑起學生對國家和中國人民反感，是打擊學生的國民身份認同。在該學校就讀的學生稱涉事教師曾於堂上提及反修例運動，稱事件「代表香港變得冇乜自由」，也有講述六四事件讓同學分析，認為教師教學持平。學生亦透露校方沒有向學生交代事件，批評教育局「搞文革」。

### 灣仔藏有汽油彈案 女被告判入獄3年2個月
2019年11月，5男1女灣仔藏有逾100枚製成及半製成的汽油彈被警方拘捕，被控串謀縱火罪，及一項交替性的管有物品意圖摧毀或損毀財產罪。女被告於本月19日承認後者，區域法院法官葉佐文判刑時指，涉案物品放於商住大廈內，易生危險，而涉及汽油彈的罪行判刑嚴重，以身試法要付出很大代價。最後判入獄38個月。

### 12港人案中9人被加控罪
12港人案中回港候審中的10人除李宇軒外，全部被加控一項妨礙司法公正罪。於東區裁判法院提堂。控罪指，9人同被控於2019年12月至2020年8月23日期間，在香港連同一個稱作「廢中」的人、一個稱作「恩典」（別名「大媽」、「姑姐」或「Sister」）的人、一個稱作「Zizi」的人及其他人，意圖妨礙司法公正而作出一項或一連串有妨礙司法公正傾向的作為，即通過導致廖子文、鄭子豪、張俊富、張銘裕、嚴文謙、黃臨福、黃偉然、李子賢、郭子麟、喬映瑜、鄧棨然及李宇軒逃離香港司法管轄區，以阻止及阻礙對香港警務處的調查及或因該調查而引發或可能引起的刑事訴訟。控方今日在庭上呈交控罪書，並指內容提到本案的偷渡計劃、眾被告案中角色及其招認。控方亦透露，警方現正為本案進行科學鑑證調查。據悉偷渡計劃涉共15萬港元「偷渡費」，由眾人集資，並籌備超過半年，包括張羅物資、學習駕駛快艇及偷渡台灣後的計劃。案件押後至6月18日再訊，全部被告繼續還押。

### 2019年8月9日示威
3名男子因2019年8月9日於黃大仙參加示威衝突被捕，被控非法集結罪；其中一男另涉管有2支雷射筆，另被控在公眾地方藏有攻擊性武器罪。30日於觀塘裁判法院提堂，3名被告暫毋須答辯，以待辯方索取文件及法律意見。案件押後6月10日再訊，主任裁判官錢禮批准3人各以現金1000港元保釋候訊，期間不准離港及須遵守宵禁令，另須每周到警署報到。